# Loreta Berūkštienė
Loreta Berūkštienė, coniugata Gyraitė (Telšiai, 7 dicembre 1964), è un'ex cestista lituana, fino al 1989 sovietica.

## Carriera
Con la Lituania ha disputato i Campionati mondiali del 1998 e tre edizioni dei Campionati europei (1995, 1999, 2001).